# Гіппон Царський

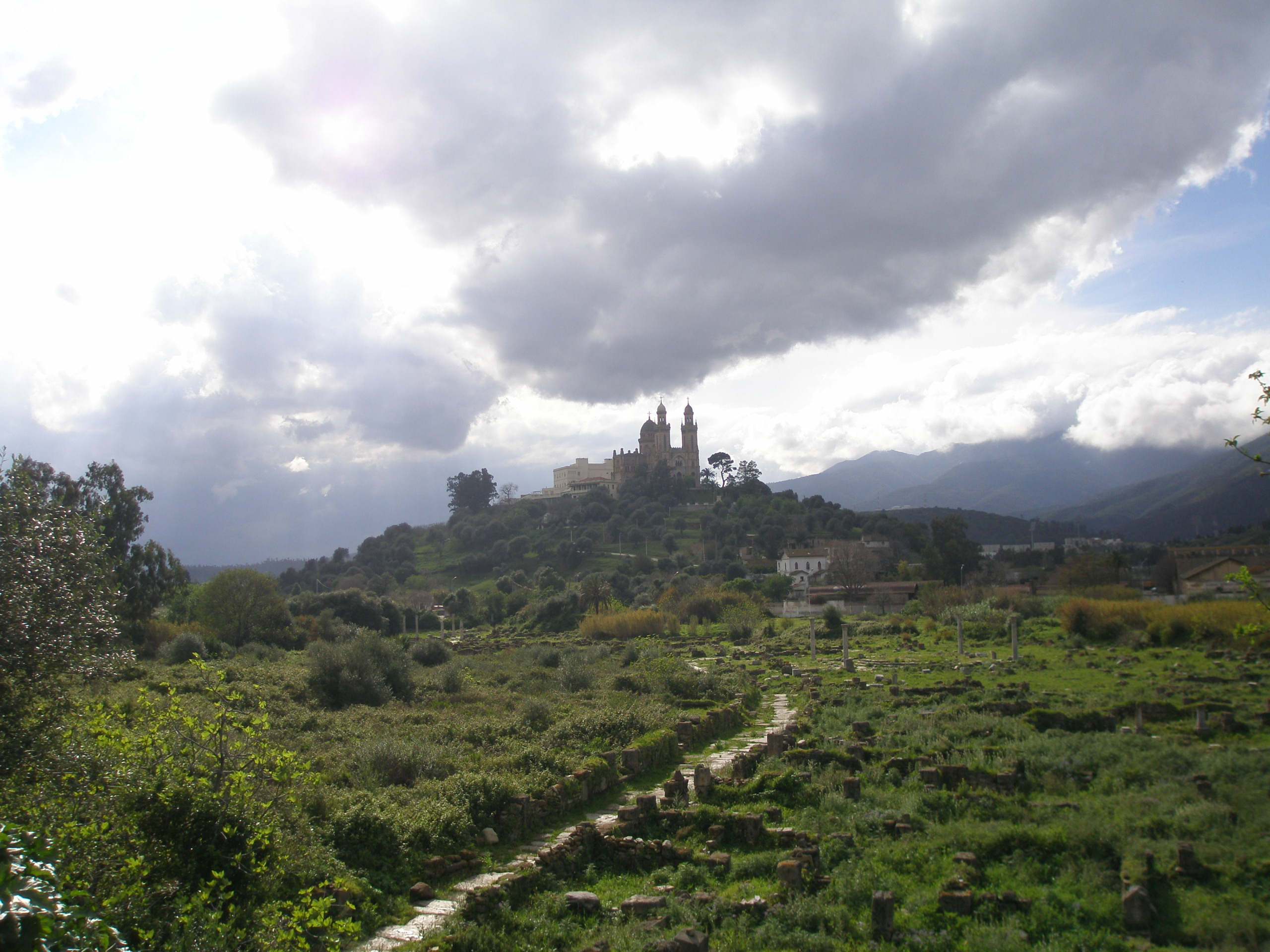
Руїни римського міста Гіппону. На задньому плані знаходиться церква святого Августина

Гіпон-Регій, Гіпон Царський (лат. Hippo Regius, дав.-гр. Ἱππών Βασιλικός) — стародавнє місто в доримській і римській Африці, порт на березі Гіппонської бухти Середземного моря (Hipponensis Sinus), історичний попередник сучасної Аннаби (Алжир).

## Історія
Виник за 1200 років до н. е. як колонія Тіра. Римляни прозвали Гіпон «Царським», так як тут знаходилася резиденція царів Нумідії. В останнє століття існування Римської імперії великий авторитет отримала гіппонська єпископія, на чолі якої стояв Св. Аврелій Августин. Саме тут були написані його основні праці. За життя Августина в Гіппоні відбулося кілька церковних соборів, присвячених визначенню Біблійного канону.
Августин помер під час облоги Гіппону вандалами на чолі з Гейзеріхом, який у 431—439 рр. керував звідси своєю державою.

## У даний час
У даний час єпископ католицької єпархії Константіни носить титул єпископа Гіппону.

## У астрономії
- На честь Гіппону названий астероїд 426 Гіппо, відкритий у 1897 році.